# СД Ейбар
Сосиедад Депортива Ейбар (на испански: Sociedad Deportiva Éibar) е испански футболен отбор от Ейбар. Състезава се в Сегунда Дивисион.
До влизането на Уеска в Ла Лига през 2018 г. Ейбар е отборът с най-малък стадион, участвал някога в испанския елит.

## Успехи
Сегунда Дивисион
- Първо място (1): 2013/14

Сегунда дивисион „Б“
- Първо място (3): 1987/88, 2006/07 и 2010/11

## Известни футболисти
- Шаби Алонсо
- Мануел Алмуния
- Давид Силва
- Игор Ледяхов
- Такаши Инуи

## Български футболисти
- Борислав Станков-Слави: 2024 - (5 мача - 0 гола)